# 阿雷西博天文台
阿雷西博天文台（英語：Arecibo Observatory）是坐落在波多黎各阿雷西沃的射电天文台。其主要观测设备为阿雷西博望远镜。

## 运营机构
截至2018年，天文台由中佛羅里達大學、楊企業和波多黎各城市大學根據與美國國家科學基金會（NSF）的合作協議管理和營運。這個天文台的正式名稱是“國家天文學和電離層中心”（NAIC），也是該組織的唯一設施。從20世紀60年代建造至2011年，天文台由康乃爾大學管理。

## 歷史
阿雷西博射电望远镜口径为305米，建成于1963年，落成后即成为世界上最大的單孔徑望遠鏡，该记录一直保持到2016年7月，被中國的500米口徑球面射電望遠鏡（FAST）所取代。该望远镜主要用于对射电天文学、大气科学、雷達天文學等领域进行研究。想要使用該天文台的科學家需要提交研究計畫交由獨立的科學委員會評估。
2008年，阿雷西博天文台被列入美國的國家史蹟名錄；又于2008年10月3日，被列入美國國家公園管理局的每周特色清單中；后于2001年，被列入IEEE里程碑列表中。该天文台还设置遊客中心供游客观赏。
2017年9月21日，颶風瑪莉亞帶來的強風導致430MHz線路饋送斷裂並掉到主鏡盤上，損壞了38,000塊鋁板中的約30塊。因阿雷西博的觀測資料依賴于位於圓頂中的饋送和接收器傳送，而非使用線路饋送，飓风造成的损伤对天文台影响很小。
2020年8月10日，望远镜的辅助钢缆断裂，在望远镜反射盤上砸出了30（98英尺）长的破口；同年11月6日，同一高塔上的另一根主承重钢缆断裂。因为望远镜本身结构有灾难性故障之虞、剩余钢缆可能无法再支持设计的重量、而且任何维修尝试都有可能威胁到维修工人的性命，美国国家科学基金会于該年11月19日决定将天文台的射电望远镜退役并準備拆除。
2020年12月1日凌晨，由于塔尖彻底折断，望远镜約900公噸（890長噸；990短噸）的接收设备平台坠落并砸毁了望远镜反射盘（無線電波天线）表面，未造成人員傷亡，但望遠鏡本體全毀。

## 结构设计
阿雷西博天文台主要的接收盤面建築在岩溶留下的凹陷滲穴中，直徑為305米（1,000英尺）。盤面由鋼纜網支撐的38,778片穿孔鋁板製成，每片的面積約3乘6英尺（1乘2）。盤面下的地面可以進入，並種植遮陽的植被。
天文台有4架雷達發射機，在2380MHz具有20TW（連續）有效各項異性輻射功率，在430MHz是2.5TW（脈衝峰值），在47MHz是300MW，8MHz是6MW。
反射器是球面反射器，而不是抛物面反射器。為了瞄準裝置，接收器被移動以攔截由半徑270米（870英尺）的圓球盤表面反射來自不同方向的信號。當接收器不在焦點時，拋物面鏡會有不同的像散，但是球面像差在每個地方都是均勻的。
接收器是重達900噸的平台，由三個鋼筋混凝土高塔拉撐的18根電纜懸吊在盤面上方150米（492英尺），其中一座塔高111米（365英尺），另兩個塔高81米（265英尺），而它們的頂部都在相同的高度上。平台有一個稱為方位臂的93米（305英尺）長可旋轉的弓形軌道，承載著接收天線和第二級與第三級反射器。這使得望遠鏡可以觀測以天頂為中心，南北共40度（從緯度-1度至+38度）的天空能見圓錐體內的任何區域。波多黎各的位置接近北回歸線，這讓阿雷西博望遠鏡能夠觀察太陽系中的行星在北半球時的軌道。比土星更遠的天體，因為電磁波往返的光程時間比可追蹤的2.6小時還要長，因而限制了對更遙遠物體的雷達觀測。